# رضا دوماز
رضا دوماز (ولد عام 1956 في الجزائر العاصمة) هو شخصية مهمة في الموسيقى الشعبية في الجزائر، وهو معروف بتفسيره للأغنية التركية للسيدة ذات العيون الزرقاء. ولد ونشأ في القصبة بالجزائر العاصمة.

## سيرته
نشأ في عائلة موسيقية في حي من الطبقة العاملة، حيث كانت الحفلات جزءًا من الثقافة. على الرغم من شغفه بالموسيقى، إلا أنه اختار التركيز أولًا على دراسته، وفي النهاية تقدم بطلب للحصول على منصب تنفيذي في شركة وطنية. غنّى عن شباب بلاده، وأحياء الطبقة العاملة في الجزائر، وعن الحب المستحيل؛ وهي مواضيع خالدة تتردد صداها لدى العديد من مستمعيه.

## توثيق الموسيقى
- الأطلال

## الملاحظات والمراجع
1. ↑  مُعرِّف المكتبة الوطنية الفرنسية (BnF): 14569672h.
2. ↑  Reda Doumaz est né en 1956, il grandit au sein d'une... www.artabus.com باللغة الفرنسية نسخة محفوظة 2018-10-03 على موقع واي باك مشين.
3. ↑  "Algérie - DANS UN CONCERT À EL MOUGGAR : Réda Doumaz et Mourad Djaâfri se donnent le ton". www.algerie-monde.com. اطلع عليه بتاريخ 2020-08-19.
4. ↑  باللغة الفرنسية Biographie de Reda Doumaz